# 외교안보연구소
외교안보연구소(外交安保硏究所, Institute of Foreign Affairs and National Security)는 대한민국 외교부 국립외교원의 소속기관이다. 2012년 3월 1일 외교안보연구소로 발족하였다. 서울특별시 서초구 남부순환로 2572에 위치하고 있다. 소장은 고위공무원단 가등급에 속하는 외무공무원으로 보한다.

## 상세
국립외교원 소속 싱크탱크이다. 외교안보연구소는 IFANS FOCUS, IFANS PERSPECTIVES, 주요국제문제분석 등 다양한 보고서를 발간하고 있다.

## 연혁
- 1965년 1월 5일: 외교연구원에 연구부 설치.[2]
- 1976년 12월 31일: 외교안보연구원 연구실로 개편.[3]
- 2012년 3월 1일: 국립외교원 소속 외교안보연구소로 개편.[4]

## 조직

### 소장
- 연구행정과[5]
- 안보통일연구부[6]
- 아시아·태평양연구부[6]
- 미주연구부[6]
- 유럽·아프리카연구부[6]
- 경제·통상연구부[6]

## 역대 소장
- 오영주 (?~?)
- 이충면(?~2023)
- 이문희 (2023~)[7]